# Tranter
Tranter International AB är ett företag som tillverkar packningsförsedda och helsvetsade värmeväxlare, framför allt plattvärmeväxlare för bruk inom industriell och marin verksamhet, samt VVS. Produktionen sker i Brasilien, Indien, Kina, Mexiko, Tyskland, USA och Sverige, där också huvudkontor finns placerat, i Vänersborg och ett sälj- och marknadskontor i Stockholm. Företaget har även ett Service Center för värmeväxlare i Halmstad.
1937 grundades Tranter Inc. i USA. Företaget ReHeat AB bildades i oktober 1974 och hade sin bas i Täby kommun i Stockholm. 1994 förvärvade Tranter Inc. företagen ReHeat AB och SWEP International AB. 2003 skiljdes Tranter från SWEP International AB. 2006 förvärvade Alfa Laval Tranter från Dover Corporation men Tranter International AB förblev oberoende med sina egna marknadskanaler, distributionsnätverk och produktsortiment. 2008 köptes det tyska värmeväxlarföretaget Pressko, och 2009 tyska HES, en tillverkare av spiralvärmeväxlare.
Tranter finns representerade på alla kontinenter, i cirka 50 länder med över 700 anställda globalt, varav cirka 150 i Sverige och en omsättning på cirka 250 MUSD år 2007.